# تشارلز كولمان فينلاي
تشارلز كولمان فينلاي (بالإنجليزية: Charles Coleman Finlay)‏ (1 يوليو 1964، نيويورك في الولايات المتحدة)؛ روائي أمريكي.